# Dömötör Béla
Dömötör Béla, Drössler, Dörgő (1903. február 23. – 1972. december 27.) válogatott labdarúgó, csatár, balszélső.

## Pályafutása

### Klubcsapatban
1924-ben került a megszűnt OSC-től a III. kerülethez. 1931-ben magyar kupa-győzelmet szerzett a csapattal. Gyors, bátor, gólveszélyes szélső volt, aki pontosan adott be. Kemény ütközéseinek következtében többször súlyos sérülést szenvedett.

### A válogatottban
1930 és 1931 között két alkalommal szerepelt a magyar labdarúgó-válogatottban.

## Sikerei, díjai
- Magyar kupa
  - győztes: 1931

## Statisztika

### Mérkőzései a válogatottban
| Magyarország | Magyarország     | Magyarország                    | Magyarország | Magyarország | Magyarország | Magyarország | Magyarország | Magyarország |
| #            | Dátum            | Helyszín                        | Hazai        | Eredmény     | Vendég       | Kiírás       | Gólok        | Esemény      |
| ------------ | ---------------- | ------------------------------- | ------------ | ------------ | ------------ | ------------ | ------------ | ------------ |
| 1.           | 1930. június 8.  | Budapest, Üllői úti pálya       | Magyarország | 6 – 2        | Hollandia    | barátságos   | -            |              |
| 2.           | 1931. október 4. | Budapest, Hungária körúti pálya | Magyarország | 2 – 2        | Ausztria     | Európa-kupa  | -            |              |
|              | Összesen         |                                 |              | 2            | mérkőzés     |              | 0            | gól          |